# Вознесенка (Кусинский район)
Вознесе́нка — село в Кусинском районе Челябинской области. Входит в состав Злоказовского сельского поселения.

## География
Находится на региональной автодороге 75К-158, являющая осевой линией села. Через село протекает река Большая Арша. Расстояние до районного центра, Кусы, 29 км.

## История
К 1906 году посёлок Вознесенский входил в состав 2-й Айлинской волости

## Население
| 2002 | 2010 |
| ---- | ---- |
| 203  | ↘149 |

### Гендерный состав
К 1906 году в 24 дворах проживали 118 человек, из них	58	мужчин, 60	женщин.
По данным Всероссийской переписи, в 2010 году в селе проживали 81 мужчина и 68 женщин.

## Инфраструктура
Личное подсобное хозяйство с зоной сельскохозяйственного использования, индивидуальная застройка усадебного типа.
Отделение почтовой связи Вознесенка 456956

## Достопримечательности, памятные места
Обелиск памяти воинам, погибшим в годы Великой Отечественной войны

## Транспорт
Автобусное сообщение с райцентром. Остановка общественного транспорта «Вознесенка».